# Grb Madžarske
Grb Madžarske (madžarsko Magyarország címere) je bil uradno sprejet 3. julija 1990 s koncem komunističnega režima. Grb je bil kljub temu v uporabi že prej, brez ali s krono sv. Štefana, včasih kot del večjega grba, njegove elemente pa zasledimo že v srednjem veku.
Ščit je razdeljen na dva dela:
- Desno polovico (opazovalčevo levo) sestavljajo štiri rdeče ter štiri srebrne črte znane kot Árpádske črte. Tradicionalna razlaga je, da srebrne črte predstavljajo štiri reke, Donavo, Tiso, Dravo ter Savo.[4]
- Levo polovico (opazovalčevo desno) sestavlja rdeče polje s srebrnim patriarhovim križem, ki stoji na zelenem trohribu in je postavljen v zlato krono, ki se nahaja na srednjem vrhu trohriba. Trohrib predstavlja tri gorovja, Tatre, Mátro in Fátro.

Na vrhu ščita se nahaja krona sv. Štefana, prvega ogrskega kralja. Krona se danes nahaja v Stavbi madžarskega parlamenta (Országház) v Budimpešti.

## Razvoj grba

### Kraljevina Ogrska
Najpogostejši motivi 9. in zgodnjega 10. stoletja so bili grifin, volk ter košuta, ki so se kasneje uporabljali v ogrski oz. madžarski heraldiki in simbolizmu. Sokol oz. Turul, ki je po izročilu predstavljal povezavo med Zemljo in podzemljem in nebom, se je dolgo časa uporabljal kot simbol vladarske rodbine.
|  | Grbovnica Ingeram Codex iz 15. stoletja za grb Ogrske iz časa Ladislava I. prikazuje rdeč dvojni križ na srebrnem polju. Grb je atributiran, saj v Ladislavovem času še ni bilo heraldike. |
|  | Grb Béle III. je prvi, ki je uporabljal dvojni križ. Pred tem se je pojavljal na kovancih. |
|  | Rdeče in bele črte, ki so predstavljale rodbino Árpád so se prvič pojavile leta 1202 na enem izmed pečatov kralja Emerika. Grb v Emerikovi zlati buli prikazuje na rdečih črtah devet zlatih levov. |
|  | Grb v zlati buli Andreja II. iz leta 1222 na rdečih črtah prikazuje sedem zlatih levov. |
|  | Grb Štefana V. je srebrno in črno obrobljen. Na dnu rdečega polja je zelen trohrib vrh katerega je srebrn dvojni križ. Na spodnjem presečišču križa je zelen venec. |
|  | Tako kot Štefan V. je tudi Andrej III. uporabljal grb s srebrno in črno obrobo. Grb ima na sredi dvojni križ srebrne barve z zelenim vencem na spodnjem presečišču in koničastim dnom. V čelu se heraldično levo nahaja srebrn mesec, desno pa šestokraka zvezda. |
|  | Pečat Venčeslava III. prikazuje dvojni križ na trohribu. |
|  | Ob izumrtju Árpádovcev so ogrski prestol zasedli Anžuvinci. Slednji legitimnost preko ženske linije ponazorili tudi tako, da do v grb vključili Árpádske črte. Karel I. je tako uporabljal sekan ščit z Árpádskim grbom v heraldični desni in Anžujskimi lilijami v levi polovici. |
|  | V velikem grbu kralja Matije Korvina je prisotnih več grbov. V sredi sta Matijev osebni grb (sestavljen iz grba Ogrske, Árpádovcev, Češke, in rodbine Hunyadi) in grb njegove žene Beatrice Neapeljske (sestavljen iz grba Árpádovcev, starega grba Francije in grba Jeruzalema v prvem in četrtem polju ter grbom Aragona v drugem in tretjem polju) nad katerima je kraljeva krona. Na zunanji obrobi so grbi raznih dežel. V smeri urinega kazalca si sledijo grb Češke, Luksemburga, Spodnje Lužice, Moravske, Avstrije, Galicije-Volinije, Šlezije, Dalmacije oz. Hrvaške ter županije Bistrița-Năsăud.      |
|  | Ludvik I. je uporabljal kvadriran grb z Árpádskimi črtami v prvem in četrtem ter križem na trohribu v drugem in tretjem polju. Ivan Zapolja je uporabljal enak grb vendar z družinskim grbom v notranjem ščitu. |
|  | Árpádski grb in grb z dvojnim križem na trohribu sta se v 15. stoletju pogosto pojavljala skupaj. Združena različica v sekanem ščitu se je prvič pojavila med vladavino Vladislava I., kasneje tudi na kovancih Matije Korvina. Krona nad ščitom je bila prav tako prisotna med vladavino Vladislava I. Prvotno je predstavljala nespecifičen diadem, na pečatu Matije Korvina iz leta 1464 pa je že podobna kroni sv. Štefana. Sodobna različica grba je nastala med vladavino Matije II. v začetku 17. stoletja. Redno se je začel uporabljati med vladavino Marije Terezije.                                   |
|  | Po odstavitvi Habsburžanov med madžarsko revolucijo 14. aprila 1849 je bila z grba odstranjena krona sv. Štefana. Mali grb, ki se je uporabljal v tem obdobju je znan kot "Kossuthov grb" (madžarsko Kossuth-címer) po Lajosu Kossuthu, vladajočem guvernerju Madžarske (ne po njegovi družini). V velikem grbu je krono v ščitu in nad njim nadomestil lovorov venec. |
|  | V nadaljnih letih je grb Ogrske postajal čedalje bolj obsežen. Vseboval je grbe ozemelj, ki so bila del dežel krone svetega Štefana: Hrvaško, Dalmacijo, Slavonijo in Bosno, mali grb pa je ostal v sredini. Od Avstro-Ogrskega kompromisa do konca prve svetovne vojne je grb Ogrske vseboval grbe Dalmacije, Slavonije, Bosne (dodan leta 1915), Reke, Transilvanije in Hrvaške. Ko je Ogrska postala del Habsburške monarhije je bil njen grb vključen v grb monarhije. Kasneje je postal obrobnega pomena in bil med vladavino Jožefa II., ki s krono sv. Štefana sploh ni bil kronan, odstranjen s kovancev. |
|  | Po koncu revolucije se ogrski grb ni uporabljal do Avstro-Ogrskega kompromisa leta 1867, ko je kronani mali grb postal del obsežnejšega grba. Ogrski grb je postal tudi del združenega grba Avstro-Ogrske. Različica z grbom Bosne in Hercegovine je bila v uporabi od leta 1915 do 1918. |

### Spremembe v 20. stoletju
|  | Po prvi svetovni vojni je bil za Prvo madžarsko republiko vpeljan nov grb. V osnovi je bil popolnoma enak malemu grbu Ogrske vendar ni vseboval neobenih monarhističnih elementov, da bi izgledal bolj republikansko. |
|  | Madžarska sovjetska republika je leta 1919 opustila tradicionalni grb in ga na uradnih dokumentih nadomestila s rdečo petokrako zvezdo. Po propadu komunistične vlade je bil za kratko obdobje zopet uveljavljen Kossuthov grb. |
|  | Po restavraciji kraljevine je bil ponovno uveden mali grb Ogrske (s krono sv. Štefana in dvema angeloma). Uporabljal se je do prve dunajske nagrade leta 1938, ko je vlada ponovno uvedla grb iz leta 1915. |
|  | Med nemško okupacijo Madžarske (1944–1945) ob koncu druge svetovne vojne je marionetna vlada, ki jo je ustanovila fašistična stranka puščičnega križa, grbu dodala zelen puščični križ in rdečo črko "H" (Hungaria). |
|  | Po porazu Nacistične Nemčije s strani rdeče armade je bila na Madžarskem s sovjetsko okupacijo vzpostavljena komunistična oblast. Med leti 1946 in 1949 je bil v uporabi grb v Kossuthovem slogu, nato pa je Ljudska republika Madžarska vpeljala nov grb, ki je ustrezal merilom socialistične heraldike.                                                                                           |
|  | Med revolucijo leta 1956 je bil ponovno vpeljan "Kossuthov" grb. Med revolucijo se je pojavil na več proti-sovjetskih tankih. Čeprav je sovjetska armada revolucijo hitro zadušila nova komunistična vlada ni uvedla grba iz let 1949/1956. |
|  | Leta 1957 je bil sprejet nov grb, ki je vseboval heraldični ščit z madžarsko trobojnico znotraj socialističnega klasja in zvezde. Uporabljal se je do leta 1990. |
|  | Od leta 1990 se kot uradni grb Madžarske uporablja zgodovinski kronani mali grb. V prvem demokratično izvoljenem parlamentu je potekala obsežna debata o uporabi krone sv. Štefana v grbu. Liberalna opozicijska stranka (Zavezništvo svobodnih demokratov, SZDSZ) je predlagala "republikansko" različico v Kossuthovem slogu, konzervativna vlada pa je zagovarjala zgodovinsko kronano različico. |

### Znamke
- Maja in junija 1946 je bilo izdanih osem znamk z grbom Madžarske.[16] V istem obdobju je izšel komplet 14 znamk z grbom in poštnim rogom.[17]
- 15. marca 1948 so ob stoletnici začetka madžarskega boja za samostojnost kot del serije izšle štiri spominske znamke.[18]
- 20. avgusta 1949 so ob sprejetju ustave Ljudske republike Madžarske izšle tri znamke z grbom.[19]
- 23. maja 1958 so ob prvi obletnici zakona o spremembi ustave izšle tri znamke z grbom.[20]
- Med leti 1941–1945 je bilo izdanih 44 znamk različnih vrednosti, vrst vodnega žiga in papirja.[21]

Grb se je pojavil še na nekaterih drugih znamkah.